# Жуковиці (Нижньосілезьке воєводство)
Жуковиці (пол. Żukowice, нім. Herrndorf) — село в Польщі, у гміні Жуковиці Ґлоґовського повіту Нижньосілезького воєводства.
Населення — 96 осіб (2011).
У 1975-1998 роках село належало до Легницького воєводства.

## Демографія
Демографічна структура станом на 31 березня 2011 року:
|          | Загалом | Допрацездатний вік | Працездатний вік | Постпрацездатний вік |
| -------- | ------- | ------------------ | ---------------- | -------------------- |
| Чоловіки | 74      | 2                  | 62               | 10                   |
| Жінки    | 22      | 5                  | 13               | 4                    |
| Разом    | 96      | 7                  | 75               | 14                   |